# 利国理砂
利国 理砂（としくに りさ、1972年3月20日 - ）は、UMKテレビ宮崎の元アナウンサー。

## 来歴・人物
大阪府出身。中途採用により2000年10月入社。
南メソジスト大学に留学し、タガログ語を話す国際派アナウンサー。そのため2004年の「27時間テレビ」では「マニラ」（留学先より）という愛称がつけられた。
また神座ラーメンが好きである。

## 担当番組
- HOT WAVE
- 週刊スポーツ宮崎